# Oliver Letwin

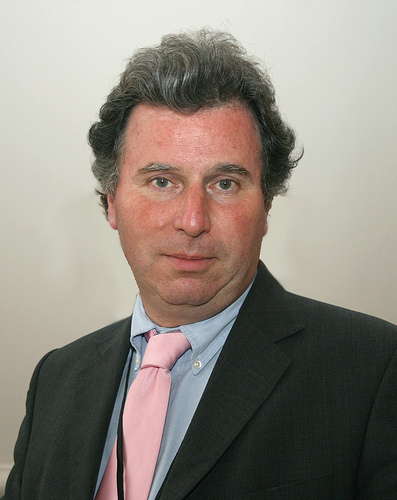
Oliver Letwin

Sir Oliver Letwin (* 19. Mai 1956 in Hampstead, London Borough of Camden) ist ein britischer Autor, Politiker und ehemaliges Mitglied der Conservative Party. Von Mai 2010 bis Juli 2016 war er Staatsminister bei Premierminister David Cameron (Minister of State at the Cabinet Office) und dessen politischer Berater und ab Juli 2014 zusätzlich Chancellor of the Duchy of Lancaster.

## Biografie
Der Sohn eines Professors an der London School of Economics studierte nach dem Besuch der Hall School in Hampstead und dem Eton College am Trinity College der University of Cambridge. Im Anschluss absolvierte er ein postgraduales Studium an der London Business School und schloss dieses Studium mit einem Philosophiae Doctor (Ph.D.) ab. Nach Beendigung des Studiums wurde er 1980 Gastgelehrter (Visiting Fellow) an der Princeton University, ehe er nach seiner Rückkehr Forschungsgelehrter (Research Fellow) am Darwin College in Cambridge war. Nach einer Tätigkeit als Mitglied des Politischen Beratungsteams von Premierministerin Margaret Thatcher von 1983 bis 1986 war er von 1991 bis 1997 als Direktor bei der Handelsbank N M Rothschild & Sons tätig und verfasste darüber hinaus mehrere Bücher wie Ethics, Emotion and the Unity of the Self, Privatising the World sowie The Purpose of Politics.
Nachdem er bei den Unterhauswahlen 1987 und 1992 in den Wahlkreisen Hackney North und Hampstead and Highgate kandidiert hatte, wurde er bei den Unterhauswahlen 1997 als Kandidat der Conservative Party erstmals zum Abgeordneten des Unterhauses (House of Commons) gewählt und vertritt in diesem seitdem den Wahlkreis West Dorset.
Im September 2000 wurde er erstmals Mitglied des konservativen Schattenkabinetts und war zunächst „Schatten-Chefsekretär des Schatzamtes“, ehe er zwischen September 2001 und November 2003 „Schatten-Innenminister“. Nach einer darauf folgenden Tätigkeit als „Schatten-Schatzkanzler“ war er von Mai bis Dezember 2005 „Schatten-Minister für Umwelt, Ernährung und ländlichen Raum“. Im Anschluss übernahm er zwischen Dezember 2005 und Mai 2010 das neugeschaffene Amt des Vorsitzenden der Policy Review, der einflussreichen Denkfabrik im ersten Schattenkabinett des neuen Vorsitzenden der Konservativen, David Cameron.
Nach dem Wahlsieg der Conservative Party bei den Unterhauswahlen 2010 wurde er am 12. Mai 2010 von Premierminister David Cameron zum Staatsminister beim Premierminister (Minister of State at the Cabinet Office) berufen und nahm als dessen politischer Berater an den Sitzungen des Kabinetts teil. Letwin gilt als Erfinder des Konzepts einer Big Society, welches auch das zentrale Thema des Wahlkampfes seiner Partei war. Am 15. Juli 2014 wurde er zusätzlich zum Chancellor of the Duchy of Lancaster in der ersten Regierung von Premierminister Cameron ernannt. Nach dem Rücktritt David Camerons und dem Amtsantritt von Theresa May als Premierministerin am 13. Juli 2016 schied er aus dem Kabinett aus. Im Rahmen der Resignation Honours des ehemaligen Premierministers David Cameron wurde Letwin zum Ritter geschlagen. Im August 2019 verkündete der Abgeordnete, bei den kommenden Parlamentswahlen auf ein erneutes Antreten verzichten zu wollen.
Am 4. September 2019 wurde er aufgrund seiner parlamentarischen Verweigerung der Unterstützung für den Brexit aus der Fraktion der Conservative Party ausgeschlossen.
Am 19. Oktober 2019 verhinderte Letwin die Abstimmung über den neuverhandelten Brexit-Deal des britischen Premierministers Johnson durch die Einbringung eines Änderungsantrages (Letwin amendment) mit dem Ziel, die Abstimmung über die Vereinbarung zwischen dem Vereinigten Königreich und der Europäischen Union erst nach der Verabschiedung des Ratifizierungsgesetzes durchzuführen.
Letwin ist verheiratet und hat zwei Kinder.

## Werke (Auswahl)
- 1981: „Interpreting the Philebus,“ Phronesis 26: 187–206
- 1987: Ethics, Emotion and the Unity of the Self, Routledge, ISBN 0-7099-4110-2
- 1988: Britain’s Biggest Enterprise – ideas for radical reform of the NHS, Centre for Policy Studies, ISBN 1-870265-19-X
- 1988: Privatising the World: A Study of International Privatisation in Theory and Practice, Thomson Learning, ISBN 0-304-31527-3
- 1989: Drift to union: Wiser ways to a wider community, Centre for Policy Studies, ISBN 1-870265-74-2
- 2003: The Neighbourly Society: Collected Speeches, Centre for Policy Studies, ISBN 1-903219-60-4
- 2017: Hearts and Minds: The Battle for the Conservative Party from Thatcher to the Present, Biteback Publishing, ISBN 1-78590-311-X